# Prix Gémeaux du meilleur premier rôle masculin
Le prix Gémeaux du meilleur premier rôle masculin est une récompense télévisuelle remise par l'Académie canadienne du cinéma et de la télévision entre 1987 et 2011.

## Palmarès

### Dramatique
- 1987 - Marcel Sabourin - Avec un grand A
- 1988 - Raymond Legault - Avec un grand A
- 1988 - Marc Messier - Les Voisins
- 1989 - Michel Côté - T'es belle Jeanne
- 1990 - Raymond Bouchard - L'Or et le Papier
- 1991 - Roy Dupuis - Les Filles de Caleb
- 1992 - Gilbert Sicotte - Bombardier
- 1993 - Jacques Godin - La Charge de l'orignal épormyable
- 1994 - Marc Béland - Avec un grand A
- 1995 - Rémy Girard - Avec un grand A
- 1996 - Luc Picard - Omertà
- 1997 - Benoît Brière - Cher Olivier
- 1998 - Luc Picard - L'Ombre de l'épervier
- 1999 - Michel Côté - Omertà
- 2000 - Luc Picard - Chartrand et Simonne
- 2001 - Luc Guérin - Willie
- 2002 - Germain Houde - Tabou
- 2003 - Paul Doucet - Jean Duceppe
- 2004 - Luc Picard - Chartrand et Simonne
- 2005 - Claude Legault - Minuit, le soir
- 2006 - Claude Legault - Minuit, le soir
- 2007 - Emmanuel Bilodeau - René
- 2011 - Réal Bossé - 19-2

### Série dramatique ou comédie
- 1988 - Gérard Poirier - Le Parc des braves (Radio-Canada)
- 1988 - Gilbert Sicotte - Des dames de cœur (Radio-Canada)
- 1989 - Marc Messier - Lance et compte : Troisième saison (Communications Claude)
- 1990 - Gaétan Labrèche - Avec un grand A (épisode Michel et François)

### Téléroman
- 1991 - Jean Besré - Jamais deux sans toi (Radio-Canada)
- 1992 - Jean Besré - Jamais deux sans toi (Radio-Canada)
- 1993 - Jean Besré - Jamais deux sans toi (Radio-Canada)
- 1994 - Jean-Louis Millette - Montréal P.Q. (Radio-Canada)
- 1995 - Guy Provost - Sous un ciel variable (Radio-Canada)
- 1996 - Michel Forget - Les Machos (épisode 34) (Productions Point de Mire)
- 1997 - Guy Provost - Sous un ciel variable (épisode La naissance de Laurent) (Radio-Canada)
- 1998 - Jacques Godin - Sous le signe du lion (épisode 11) (Productions SDA)
- 1999 - Gilbert Sicotte - Bouscotte (épisode 48) (Radio-Canada)
- 2000 - Alain Zouvi - 4 et demi… (épisode 149 : Ma sage sœur) (Radio-Canada)
- 2001 - Jacques Godin - Sous le signe du lion (épisode 3) (Motion International)
- 2002 - Henri Chassé - Le Monde de Charlotte « Le pouvoir des mots » (Sphère Média)
- 2004 - Denis Bouchard - Annie et ses hommes (épisode 21) (Sphère Média Plus)
- 2011 - Normand D'Amour, Yamaska

### Téléroman ou comédie
- 2003 - James Hyndman, Rumeurs
- 2011 - Éric Bernier, Tout sur moi

### Comédie
- 2004 - Rémy Girard, Les Bougon, c'est aussi ça la vie!
- 2007 - Stéphane Crête, Les Étoiles filantes (épisode 10) (Avanti Ciné Vidéo)
- 2008 - Marc Labrèche, Le cœur a ses raisons